# Trois Petits Mots
Pour plus de détails, voir Fiche technique et Distribution.
Trois Petits Mots (Three Little Words) est un film musical américain réalisé par Richard Thorpe, sorti en 1950. 
Il s'agit de la biographie romancée de deux célèbres auteurs de vaudeville américains : Bert Kalmar et Harry Ruby. 

## Synopsis
Bert Kalmar (Fred Astaire), danseur et prestidigitateur, doit abandonner la scène après une mauvaise fracture du genou. C’est sa rencontre avec un pianiste inconnu, Harry Ruby (Red Skelton), qui va lui permettre de remonter la pente. De cette rencontre, naît une amitié sincère ponctuée de hauts et de bas qui débouche, après dix années de collaboration, sur la création d’une chanson « Three Little Words ».

## Fiche technique
- Titre original : Three Little Words
- Titre français : Trois petits mots
- Réalisation : Richard Thorpe
- Scénario : George Wells (scénariste)
- Direction artistique : Cedric Gibbons et Urie McCleary
- Décors : Edwin B. Willis
- Costumes : Helen Rose
- Photographie : Harry Jackson
- Son :	Douglas Shearer
- Musique: Harry Ruby
- Direction musicale : André Previn
- Chorégraphie : Hermes Pan
- Montage : Ben Lewis
- Production : Jack Cummings
- Société de production : Metro-Goldwyn-Mayer
- Société de distribution : Loew's Inc.
- Pays d'origine :  États-Unis
- Langue originale : anglais
- Format : Couleurs (Technicolor) — 35 mm — 1,37:1 — son Mono (Western Electric Sound System)
- Genre : Film musical, biopic et comédie romantique
- Durée : 102 minutes
- Dates de sortie : 
  - États-Unis : 12 juillet 1950
  - Belgique : 26 janvier 1951
  - France : 1er septembre 1951
- Affiche : Boris Grinsson (France)

## Distribution
- Fred Astaire  (V.F : Roger Rudel, dialogues ; Lucien Jeunesse, chant) : Bert Kalmar, alias Kendall le Grand
- Red Skelton (V.F : Serge Nadaud) : Harry Ruby
- Vera-Ellen : Jessie Brown Kalmar
- Arlene Dahl : Eileen Percy Ruby
- Keenan Wynn (V.F : Camille Guerini) : Charlie Kope
- Gale Robbins : Terry Lordel
- Gloria DeHaven : Mme Carter DeHaven
- Phil Regan : lui-même
- Harry Shannon  (V.F : Emile Duard) : Clanahan
- Debbie Reynolds : Helen Kane
- Paul Harvey : Al Masters
- Carleton Carpenter : Dan Healy
- George Metkovich : Al Schacht

Acteurs non crédités
- Anita Ellis : voix chantée de Jessie Brown Kalmar
- Pat Flaherty : Le coach
- Helen Kane : voix chantée de Helen Kane
- Charles Wagenheim : le serveur Johnny

## Bande originale
- "Where Did You Get That Girl?" : musique de Bert Kalmar, paroles de Harry Puck, interprétée par Fred Astaire et Anita Ellis
- "Three Little Words" : paroles et musique de Bert Kalmar et Harry Ruby, interprétée par Fred Astaire et Red Skelton
- "She's Mine, All Mine" : paroles et musique de Bert Kalmar et Harry Ruby
- "So Long, Oo-Long (How Long You Gonna Be Gone?)" : paroles et musique de Bert Kalmar et Harry Ruby, interprétée par Fred Astaire et Red Skelton
- "Nevertheless" : paroles et musique de Bert Kalmar et Harry Ruby, interprétée par Fred Astaire, Red Skelton et Anita Ellis
- "All Alone Monday" : paroles et musique de Bert Kalmar et Harry Ruby, interprétée par Gale Robbins et Arlene Dahl
- "You Smiled at Me" : paroles et musique de Bert Kalmar et Harry Ruby, interprétée par Arlene Dahl
- "Thinking of You" : paroles et musique de Bert Kalmar et Harry Ruby, interprétée par Fred Astaire et Anita Ellis
- "I Love You So Much" : paroles et musique de Bert Kalmar et Harry Ruby, interprétée par Arlene Dahl
- "My Sunny Tennessee" : paroles et musique de Bert Kalmar, Harry Ruby et Herman Ruby, interprétée par Fred Astaire et Red Skelton
- "Who's Sorry Now?" : paroles et musique de Bert Kalmar, Harry Ruby et Ted Snyder, interprétée par Gloria DeHaven
- "Come on, Papa" : paroles et musique de Bert Kalmar, Harry Ruby et Edgar Leslie, interprétée par Anita Ellis
- "I Wanna Be Loved By You" : musique de Herbert Stothart et Harry Ruby, paroles de Bert Kalmar, interprétée par Helen Kane
- "You Are My Lucky Star" : paroles et musique d'Arthur Freed et Nacio Herb Brown, interprétée par Phil Regan

## Distinctions

### Récompenses
- Golden Globes 1951 : Meilleur acteur dans un film musical ou une comédie pour Fred Astaire

### Nominations
- Golden Globes 1951 : Révélation féminine de l'année pour Debbie Reynolds
- Oscars 1951 : Meilleure adaptation pour un film musical pour André Previn

## Autour du film
- La prestation de Debbie Reynolds dans ce film lui valut un contrat avec la M-G-M. Dans son autobiographie, elle remarque qu'elle n'a travaillé que deux jours lors du tournage, payés chacun 350 $[1].
- Le personnage de la belle-mère de Bert Kalmar, Mme Carter DeHaven, une actrice qui apparut dans de nombreux spectacles au théâtre et dans des films muets, est joué dans le film par sa propre fille, Gloria DeHaven[1].
- Harry Ruby fait un caméo dans le film, dans le rôle d'un joueur de l'équipe des Washington Senators[1].
- Le film de Woody Allen Everyone Says I Love You (1996) reprend le titre d'une chanson à succès de Kalmar et Ruby de 1932[1].